# Flor-de-Lis
Flor-de-Lis je portugalská folková skupina, známá díky reprezentaci Portugalska na Eurovision Song Contest 2009 v Moskvě, kde s písní "Todas As Ruas Do Amor" získali 15. místo.

## Eurovize 2009
28. února 2009 skupina zvítězila v portugalském národním kole do Eurovize, Festival da Canção. Jejich píseň "Todas As Ruas Do Amor" obdržela druhý nejvyšší počet hlasů od diváků (25%) a zvítězila u odborné poroty. V součtu bodů se skupina stala vítězem.

12. května skupina vystoupila v prvním semifinálovém kole Eurovision Song Contest 2009 v Moskvě. Jelikož se dostali mezi deset nejúspěšnějších semifinalistů, postoupili do finálové části, kde 16. května obdsadili 15. místo se ziskem 57 bodů. Portugalsko obdrželo od české odborné poroty plný počet dvanácti bodů, zatímco v nejlepší desítce televizních diváků se neumístilo - ve výsledném součtu obdržela skupina od České republiky 7 bodů.

## Diskografie

### Singly
| Rok  | Singl                   | Umístění  | Umístění    | Umístění | Umístění           | Umístění      | Album       |
| Rok  | Singl                   | Švýcarsko | Portugalsko | Belgie   | Spojené království | Evropská unie |             |
| ---- | ----------------------- | --------- | ----------- | -------- | ------------------ | ------------- | ----------- |
| 2009 | "Todas As Ruas Do Amor" | 85        | -           | 26       | 158                | -             | Signo Solar |

### Alba
- 2010: Signo Solar